# Шишкино (Тальменський район)
Ши́шкино (рос. Шишкино) — село у складі Тальменського району Алтайського краю, Росія. Адміністративний центр Шишкинської сільської ради.

## Населення
Населення — 454 особи (2010; 533 у 2002).
Національний склад (станом на 2002 рік):
- росіяни — 90 %